# Native Tongues
Les Native Tongues, aussi connu comme le Native Tongues Posse, sont un collectif de hip-hop américain de la fin des années 1980 et début des années 1990. Ses principaux membres sont les Jungle Brothers, De La Soul et A Tribe Called Quest, avec la présence notable de Queen Latifah et Monie Love. Le collectif est étroitement lié à l'Universal Zulu Nation.

## Biographie
Les Native Tongues est un collectif ouverts aux paroles libres qui recouvrent plusieurs thèmes comme la spiritualité, le sexe et l'amusement. Ils utilisent bon nombre de samples accompagnés de sons jazzy, et seront le pilier des genres rap politique, hip-hop alternatif, et jazz rap.
Trugoy the Dove se rappelle que « The Native Tongues se sont formés pendant un concert à Boston. [De La Soul], Jungle [Brothers] sommes liés à cette scène. On s'appréciait mutuellement et on s'aidait les uns les autres. On, on a les invités [the Jungle Brothers] à une session, et ça nous a convenu. C'est pas du business. On s'échangeait des idées, on s'éclatait. »
D'après Q-Tip : « je me souviens qu'Afrika [Baby Bam] m'avait appelé ce soir-là, vers deux heures du matin. "Yo ces gamins, De La Soul, tu dois les rencontrer ! Je te jure c'est la folie" Je suis allé là-bas donc pour les voir, et ça a été le coup de cœur dès le départ. »
La chanson « Scenario » est la dernière de l'album des Tribe Called Quest, The Low End Theory, et fait participer les Leaders of the New School—Dinco D, Busta Rhymes, et Charlie Brown.